# Amanda O
Amanda O es una telenovela de televisión por Internet argentina escrita por Erika Halvorsen, con guion de la autora, de Celina Amadeo y de Daniel Dalmaroni, y protagonizada por Natalia Oreiro y Luciano Castro. A diferencia de las telenovelas habituales, fue producida específicamente para ser vista en forma diaria por Internet y dispositivos móviles, por lo que los episodios son más breves, con un ritmo narrativo más acelerado y personajes de características más exageradas. Durante su época de transimisón se mostró un resumen televisivo emitido por el canal América 2, de lunes a viernes a las 20:15 h (UTC-3).

## Sinopsis

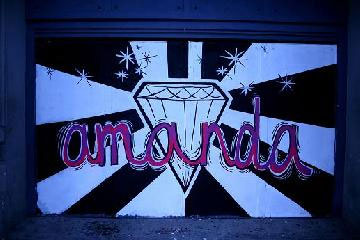
Grafiti de Amanda O.

La historia es protagonizada por Amanda O (Natalia Oreiro), una actriz exitosa con un marcado narcisismo, vanidad y culto a la imagen, y que mantiene una relación de amor/odio con Dante (Luciano Castro), un artista plástico. Dado que la propia Oreiro es una actriz exitosa, la trama y el concepto del personaje de Amanda O (cuya "O" coincide con el apellido de la Oreiro) apunta mediante metaficción a representar un personaje similar a la imagen que se tiene popularmente sobre las actrices exitosas. Natalia Oreiro describe a su personaje de esta forma:

Amanda se fagocita a sí misma con su cámara porque se filma todo el tiempo. Se ama tanto a sí misma que no puede amar a nadie más y, obviamente, tiene un entorno que la adula. Ella acumula todos los tics que yo vi a lo largo de mi carrera y acá están parodiados. Es una manera de reírme de mí misma porque para mí el humor es fundamental en la vida

## Trama
Amanda O (Natalia Oreiro) es una reconocidísima estrella de la farándula internacional. A diario es acosada por los medios de comunicación y por sus fans, por lo que desea, al menos por un momento, dejar de ser famosa, para no padecer los sometimientos de la profesión.
Sin embargo, algo pasa, y su deseo se hace realidad. De un día para el otro, Amanda O deja de ser famosa, aunque ella siga pensando que sí lo es. Encuentra a Dante (Luciano Castro), un artista plástico que la ayuda y la aloja en su casa, ya que la vio muy preocupada a Amanda, que le robó algunas pertenencias.
Pero Amanda O, al no reconocerla nadie por la calle, se dirige hacia su mansión, y encuentra a su amante con otra mujer a la que también llaman Amanda O. Es entonces cuando la verdadera Amanda se da cuenta de que su deseo se hizo realidad. Todos los asistentes piensan que es una fanática más que invadió la casona, y la atacan, pensando que había muerto. Lo que Amanda O no sabe, es que dos de sus fanes más importantes le están siguiendo los rastros.
Los asistentes trasladan a la verdadera Amanda O para poder deshacerse de su cuerpo, luego de su supuesta muerte. Es entonces cuando ella vuelve a escapar, y se dirige hacia el canal de televisión Pip TV. Allí logra entrometerse en el programa que estaba en vivo, Circo Pip. Los asistentes la reconocen y van en busca de ella nuevamente.

## Elenco
- Natalia Oreiro como Amanda O.
- Luciano Castro como Dante.
- Valeria Lorca como Amanda O.
- Francisco Nápoli como Freddy.
- Fabio Aste como Charly.
- Julieta Zylberberg como Inés.
- Benjamín Amadeo como Demo.
- Florencia Ortiz
- Pilar Gamboa
- Esteban Coletti
- Vanessa Robbiano como Cristina.
- María Ana Ingénito

## Premios

### Nominaciones
- Martín Fierro 2008
  - Mejor telecomedia
  - Actriz protagonista de comedia (Natalia Oreiro)